# Радиолокационен пеленгатор
Радиолокационен пеленгатор (на английски: Radio Direction Finder (RDF) или преведено буквално „откривател на посоката на източника на радиовълни“) е устройство за откриване на посоката или пеленга към източник на радиовълни.
Това предполага откриването на различни обекти – летящи обекти и земни цели единствено с помощта на радиовълни. Откриването на обекти става или с помощта на собствено радио излъчване на целите, или от вторично излъчване с помощта на отразени от тях вълни. Благодарение на съгласуваността на различните технически средства става възможно откриването да бъде изобразено на различни видове дисплеи, които спомагат за изобразяването на повече от един обект, както и тяхното следене и изследване.
В настоящото изложение ще представим типичен представител на тази група технически средства, известен под името си Doppler Direction Finder(DDF). Както самото име подсказва, тук ще става въпрос за принцип на действие, основаващ се на ефекта на Доплер. Доплеровият ефект се изразява в промяна на дължината на вълната или респективно честотата на излъчване, която се дължи на движението на източника на вълната спрямо наблюдателя. Аналогично се получава, когато дадена антена се премества по посока на даден източник на радиовълни или се отдалечава от него. Сигналът, индуциран в антената, когато тя се придвижва по посока на източника, се оказва с по-висока честота, отколкото когато е неподвижна. Когато обаче антената се отдалечава от източника, индуцираният сигнал се оказва с по-ниска честота.
На (фиг.1А) е представено преместването на дадена антена по кръгова траектория спрямо източника на излъчване на радиовълни.
Когато антената се намира в близост до източника, полученият сигнал в точката на приемане е със същата честота като на излъчения сигнал, тъй като антената е неподвижна. Честотата обаче започва да намалява при отдалечаване на антената от източника (както е показано на фигурата) от т. А към т. В. Максималното честотно отклонение се получава тогава, когато антената преминава през т. В. Когато достигне до т. С, тя приема сигнали със същата честота като на излъчения сигнал, защото тя нито се приближава към източника нито се отдалечава. При по-нататъшно разглеждане на процеса ще видим, че максимално отклонение от честотата ще се получи, когато антената преминава през т. D.
Доплеровото изменение на честотата като функция от въртенето на антената е показано на и се дава със следната формула:
dF=(ωrfc)/c
където:
dF – максималното изменение на честотата;
ω – ъгловата скорост на въртене измервана в rad/sec;
r – радиус на траекторията на въртене на антената(m);
fc – честотата на излъчения сигнал(Hz);
c – скоростта на светлината(с=300000 km/s);
Ние можем да изчислим колко бързо трябва да се върти една антена, което се дава със следното уравнение.
fr = dF x 1879.8/R x fc
където:
fr – честотата на приетия сигнал(в MHz);
dF – доплеровото изменение на честотата(в Hz);
R – радиуса на антенното въртене(в инчове);
fc – носещата честота на приетия сигнал (в MHz);
За да разберем принципа на действие на Доплеровия RDF, а по-точно принципа на действие на блоковата му схема, ще разгледаме такава на генератор на честота 8KHz, който управлява работата на двоичен брояч. Изхода на брояча изпълнява три синхронизирани функции: „развъртане“ на антената, управляващ LED display и пуска в действие цифровия филтър.
Изходът на брояча управлява един от четирите мултиплексора от последователното избиране (включване) по един път за случаите, когато антената се придвижва между точките ABCDA и т.н. до 500 пъти в секунда. Изходът на брояча също така задвижва един от шестте мултиплексора, използвани за контрол на LED display синхронно с въртящата се антена. RF сигналът, приет от въртящата се антена, се подава на входа на УКВ приемник.
Приемникът на честота 146 МХц е свързан към изхода на въртящата се антена, която, както вече знаем, се върти с честота 500 пъти в секунда, което определя една демодулираща честота със стойност 500 Хц. Така на изхода на този приемник ние разглеждаме два сигнала: единият, който директно се подава към външен говорител с определена гръмкост, и друг, който подаваме към последователност от нискочестотни филтри.
High Pass Filter (филтър на високи честоти) служи да премахне постоянният сигнал и нискочестотните сигнали с честоти под 500 Хц. Low Pass Filter (Филтър на ниски честоти) от своя страна премахва всички сигнали с честоти над 500 Хц. Така на цифровия филтър ние подаваме един сигнал с много тясна честотна лента, главно колебаеща се около 500 Хц, което всъщност представлява доплеровото изменение на честотата. Изходът на цифровия филтър дава сигнал, който представлява действителния доплеров сигнал. Този сигнал вече е цифров, което ще спомага за неговото усвояване от останалата част от елементите на блоковата схема. Детекторът на нулево ниво дава информацията, получена от сигнала, съответстващ на позицията на антената, определяща посоката към целта.
Физическите изисквания към RDF, като например размери и консумация на мощност, са в тясна връзка с нуждата от неговата мобилност и гъвкавост. В зависимост от изследванията, които направих на различни технически реализации, спомогнаха да изградя една спецификация на различните видове блокове, изграждащи системата, както и техните технически параметри. Всички те описват един оптимален RDF.

## Технически изисквания
RDF трябва да може да бъде управляван достатъчно лесно, както ръчно, така и чрез компютърно управление (дистанционно управление). За да постигнем надеждно действие на RDF, трябва да бъде изпълнена следната спецификация:
- 1. Честотен обхват – RDF трябва да покрива поне честотната лента от 1.5 МХц до 1 ГХц
- 2. Антенна система – разработена както за фиксиран режим на работа, така и за мобилен начин на обслужване. RDF трябва автоматично да избере антенната система в зависимост от работната честота
- 3. Модулация и ширина на честотната лента – типът на модулацията и широчината на честотната лента трябва да са управляеми спрямо текущия ток. RDF трябва да поддържа AM, FM, WFM, LSB/USB и CW-модулирани сигнали с честотни ленти поне 3 кХц, 6 кХц, 12 кХц, 25 кХц, и 100 кХц
- 4. Чувствителност на приемника – за съотношението сигнал/шум (SNR – signal to noise ratio) на 10 дБ за 500 МХЦ с широчина на честотната лента 10 кХц е желателно да бъде -101дБ
- 5. АРУ (автоматично управление на усилването) (AGC – automatic gain control) – динамичната характеристика на АРУ е желателно да бъде 90 дБ или по-добра
- 6. Интермодулация(IM) – защитата на приемника от интермодулационните паразитни продукти в честотния диапазон от 20 кХц – 500 МХц е желателно да бъде повече от +30 дБ, за втората пресечна точка и +10 дБ за третата пресечна точка
- 7. Точност на измерването – трябва да бъде поне ±1° отклонение, дори и по-малко; времето на закъснение (инертността) не трябва да превишава 5 секунди.

## Дистанционно управление
RDF трябва да е дистанционно управляем през сериен интерфейс. Интерфейсните характеристики е желателно да бъдат RS232 и/или RS422 за асинхронна комуникация със скорост поне 2400 bps.

## Софтуер
Управляващия и представителен софтуер трябва да бъде осигурен от потребителска лицензия за защита на правата на компанията разработчик.
Софтуера трябва да поддържа дистанционен контрол през серийна връзка, GPS, (NMEA 0183 или TSIP).

## Консумирана мощност
RDF трябва да бъде захранван от 12V постоянно напрежение (±15%). Трябва да бъде включен и блок за 230V променливо напрежение за PTS.

## Приложение
Антенната система трябва да осигурява покритие от 25 KHz до 1000 MHz. Натоварването трябва да включва кабели и конектори с определени оптимални характеристики осигуряващи надеждното предаване на информацията без загуби и наслагването на шум.